# زاواد-توورکی
زاواد-توورکی (به لهستانی:  Zawady-Tworki) یک منطقهٔ مسکونی در لهستان است که در گمینا پروستکی واقع شده‌است. زاواد-توورکی ۱۴۰ نفر جمعیت دارد.